# Терешка (притока Шкла)
Тере́шка — річка в Україні, в межах Яворівського району Львівської області. Права притока Шкла (басейн Вісли).

## Опис
Довжина Терешки 10 км, площа басейну 46 км². Річище слабозвивисте, заплава в середній та нижній течії місцями заболочена. Споруджено кілька ставів. 

## Розташування
Витоки розташовані на північ від села Старичі і на схід від колишнього села Курники (ліквідованого радянською владою після Другої світової війни), між залісненими пагорбами південних схилів Розточчя. Річка тече на південь і південний захід. Впадає у Шкло на східній околиці села Новий Яр. 
Притоки: невеликі потічки. 